# Мотрічко Вікторія Леонтіївна
Вікто́рія Лео́нтіївна Мотрічко (10 березня 1989, Одеса) — Українська шашкістка, Міжнародний гросмейстер, Заслужений майстер спорту України.
Чемпіонка світу з шашок - 64, бразильська версія (2007) та з міжнародних шашок (бліц, 2022), переможниця Всесвітніх інтелектуальних ігор 2008 року (шашки 64), неодноразова чемпіонка Європи з шашок-100 та (у бліц та рапіді), медалістка чемпіонатів світу та Європи - з шашок - 64, та -100. Постійна учасниця та призер найпрестижніших підсумкових турнірів року Elite Mind Games. У 2017—2022 роках призер Кубка світу з міжнародних шашок у підсумковому заліку.

## Спортивна кар'єра
Шашки 64
Вікторія Мотрічко займається шашками із десяти років  . Перших успіхів на міжнародній арені Вікторія досягла вже у 12 років, вигравши у 2001 році чемпіонат Європи з шашок серед міні-кадеток. Після цього вона вигравала чемпіонат Європи серед дівчат щороку аж до 2008 року, іноді за рік перемагаючи у кількох вікових групах:
- у 2002 та 2003 роках серед міні-кадеток

- у 2004-2008 роках серед кадеток

- у 2007 та 2008 році серед юніорок

- у 2007 та 2008 році серед дівчат віком до 23 років

Практично паралельно до цих Європейських успіхів розвивалася кар'єра Мотрічко на чемпіонатах світу:
- 2002 - чемпіонка світу серед міні-кадеток [1]

- 2003-2005 роки - чемпіонка світу серед кадеток [1]

- 2006-2008 роки - чемпіонка світу серед юніорок [1]

Перший успіх серед дорослих досягла в 2005, коли стала чемпіонкою України на малій дошці. Того ж року Вікторія поділила 1-2 місця на чемпіонаті світу з шашок-64 в Дніпропетровську, поступившись представниці Молдови Олені Міськовій за коефіцієнтом.
У 2006 році на чемпіонаті Європи з шашок -64 серед дорослих вона виграла змагання у програмі бліц .
2007 року в Нідзіце (Польща) у 18 років стала чемпіонкою світу з шашок - 64 (бразильська версія) серед дорослих.
Чемпіонка світу серед дорослих (2008), золота медалістка турніру з шашок-64 на Першій Пекінській інтеліаді 2008. Чемпіонка Європи з шашок - 64 у програмі бліц. 
У 2009 році на чемпіонаті світу з шашок-64 Мотрічко здобула бронзову медаль , а в 2010 році стала другою на чемпіонаті Європи з шашок-64 серед дорослих у турнірі з класичним контролем часу та вдруге виграла чемпіонат України . Ще одну «бронзу» чемпіонатів світу вона виборола у 2011 році на чемпіонаті з шашок-64 у Санкт-Петербурзі , а через рік додала в скарбничку нагород другу срібну медаль чемпіонату Європи . 2013рік, чемпіонат світу у програмі рапід - 2 місце та чемпіонат світу у програмі бліц - 3 місце 
Шашки 100 - міжнародні
Досягнувши успіху в шашках на малій дошці, Вікторія Мотрічко поступово висунулася до лідерів та у змаганнях з міжнародних шашок.
У 2006 році Мотрічко стала чемпіонкою України , у 2008 році здобула срібну медаль чемпіонату світу серед дівчат , а в наступні роки займала місця у верхній половині таблиці на чемпіонатах світу та Європи з блискавичних шашок ( Берлін-2009 та Вільнюс-2010), а також на чемпіонаті Європи 2010 року з міжнародних шашок з класичним контролем часу, де у турнірі зі швейцарської системи зуміла перемогти чинну чемпіонку світу Дар'ю Ткаченко .
Восени 2011 року в Рівному Мотрічко вперше у кар'єрі взяла участь у чемпіонаті світу з шашок - 100 серед дорослих та здобула бронзову медаль, поступившись росіянкам Тансиккужиною та Ноговіциною та випередивши Ткаченко — попередню чемпіонку світу . 
На підсумкових Всесвітніх інтелектуальних іграх SAWMG 2012 року Мотрічко посіла друге місце, поступившись росіянці Матрені Ноговіциної .
На чемпіонаті Європи у програмі бліц 2013 року здобула срібну медаль. На чемпіонаті світу у програмі бліц та рапіду 2013 року здобула срібні медалі. З 2013 року перемоги Мотрічко в чемпіонаті України з шашок-100 стали регулярними - вона виборювала перше місце чотири роки поспіль .
У червні 2014 року у Празі українська шашкістка виграла чемпіонат Європи зі швидких шашок . На підсумковому турнірі 2014 року в Пекіні (Sport Accord World Mind Games 2014) Мотрічко здобула золото в супербліці та срібну медаль у рапіді .
2015 рік приніс Мотрічко командні 1-е та 2-е місця на чемпіонаті світу з бліц і швидких шашок відповідно.
2016 рік розпочався з бронзової медалі IMSA Elite Mind Games у Хуайані (Китай) . Цього року Вікторія відзначилася також завоюванням 4 срібних медалей у складі команди України на чемпіонаті світу в Туреччині (швидкі та бліц) та командному чемпіонаті Європи (швидкі та бліц). У складі команди на індивідуальному Чемпіонаті Європи Вікторія отримала бронзову медаль. На першості України цього року Мотрічко стала абсолютною чемпіонкою, перемігши у всіх 3 дисциплінах (класика, рапід та бліц) .
Поступово повертаючись до ігрової форми у 2015—2016 роках після народження доньки, Мотрічко розпочала 2017 рік на 10-му місці у рейтинг-листі FMJD. У лютому вона успішно виступила у відкритих турнірах у Каннах (Франція) та Ризі, потім посіла перше місце серед учасниць-жінок на Turkish Open та друге – на турнірах Golden Prague та Polish Open . На чемпіонатах Європи з бліцу (Канни, лютий) та рапіду (Карпач, Польща, вересень) вона посіла відповідно 2-е  та 3-е місце, а у підсумковому заліку етапів Кубка світу за результатами 2017 року розташувалася на 3-й позиції . 1 жовтня 2017 року вперше очолила світовий жіночий рейтинг-аркуш у міжнародних шашках  . У 2021 році здобула бронзову медаль у турнірі з класичним контролем часу на чемпіонаті світу, а через рік — на чемпіонаті Європи в Бельгії, де пропустила вперед полячок Наталю Садовську та Марту Банківську тільки за додатковими показниками. 1 квітня 2023 року очолила обидва світові жіночі рейтинг-листи в міжнародних шашках: в класику і бліц. Бліц-рейтинг Вікторія очолює з 1 січня 2020 року до теперішнього часу. Найвищий рейтинг: 2253 (01.04.2023, класика) та 2314 (01.10.2022 бліц).
З вересня 2018 виступає у клубному чемпіонаті Голландії за команду Heijmans Excelsior.
Профіль у базі турнірів Федерації шашок Нідерландів
Протягом усієї кар'єри Вікторії є Тренер — заслужений тренер України Подставкін Георгій Вікторович.
У юнацькі роки консультували Вікторію такі шашкові фахівці як Гаптаренко Анатолій Іванович(шашки-64), Бойко Сергій Михайлович(шашки-64), Кірзнер Ігор Михайлович(шашки-100). З 2016 року активно працює із багаторазовим чемпіоном Світу Гантваргом Анатолієм Абрамовичем.
Статистика виступів (2018-2023)
| 2018                                                 | Місто               | Дата        | Турів | Очок | Жіночій залік | Загальний залік |
| ---------------------------------------------------- | ------------------- | ----------- | ----- | ---- | ------------- | --------------- |
| Кубок Світу Абіджан *****                            | Абіджан             | 23-29.04    | 7     | 7    | 9             |                 |
| Чемпіонат Світу (швидкі)                             | Бергамо             | 30.05       | 9     | 13   | 2             |                 |
| Чемпіонат Світу (бліц)                               | Бергамо             | 31.05-01.06 | 19    | 26   | 3             |                 |
| Кубок Світу Hungary Open *                           | Будапешт            | 3-9.06      | 9     | 11   | 2             | 12              |
| Кубок Світу Open Flevoland ***                       | Энс(Эммелорд)       | 18-24.06    | 9     | 11   | 1             | 23              |
| Кубок Світу Polish Open ***                          | Щірк                | 19-25.08    | 9     | 10   | 4             | 21              |
| Чемпіонат Європи (бліц)                              | Нетанія             | 20.10       | 9     | 13   | 1             |                 |
| Чемпіонат Європи (швидкі)                            | Нетанія             | 21.10       | 9     | 10   | 10            |                 |
| Кубок Світу 6th Xingqiu Cup *****                    | Лішуі               | 05-11.11    | 9     | 10   | 15            | 32              |
| Чемпіонат України                                    | Херсон              | 22-29.11    | 9     | 16   | 1             |                 |
| Чемпіонат України (швидкі)                           | Херсон              | 30.11-01.12 | 9     | 14   | 1             |                 |
| Чемпіонат України (бліц)                             | Херсон              | 02.12       | 9     | 12   | 4             |                 |
| Чемпіонат Європи                                     | Москва              |             | 9     | 11   | 6             |                 |
| Фінальний залік кубка світу                          |                     |             |       |      | 2             |                 |
| 2019                                                 | Місто               | Дата        | Турів | Очок | Жіночій залік | Загальний залік |
| Кубок Світу Turkish Open ***                         | Анталія             | 07-14.03    | 9     | 8    | 10            | 28              |
| IMSA World Masters Championship(швидкі)              | Хенгшуй             | 14-16.05    | 7     | 9    | 2             |                 |
| IMSA World Masters Championship(бліц)                | Хенгшуй             | 17-18.05    | 17    | 20   | 6             |                 |
| Чемпіонат Світу                                      | Якутськ             | 11-23.06    | 15    | 14   | 11            |                 |
| Кубок Світу Rotterdam Open ***                       | Роттердам           | 14-20.07    | 9     | 13   | 1             | 2               |
| Кубок Світу Riga Open *****                          | Рига                | 22-28.07    | 9     | 11   | 6             |                 |
| Чемпіонат Світу(бліц)                                | Рига                | 29.07       | 11    | 16   | 3             |                 |
| Кубок Світу 7th Xingqiu Cup *****                    | Лішуі               | 17-22.08    | 9     | 12   | 2             | 15              |
| Командний чемпіонат Європи                           | К'янчіано Терме     | 02-07.09    | 5     | 7    | 2             |                 |
| Командний чемпіонат Європи (швидкі)                  | К'янчіано Терме     | 04.09       | 5     | 8    | 1             |                 |
| Командний чемпіонат Європи (бліц)                    | К'янчіано Терме     | 07.09       | 5     | 4    | 4             |                 |
| Чемпіонат світу (швидкі)                             | Бейлін              | 20.10       | 7     | 8    | 14            |                 |
| Кубок Світу COC2019 **                               | Віллемстад          | 11-17.11    | 9     | 10   | 4             |                 |
| Чемпіонат Європи (швидкі)                            | Нетания             | 29.11       | 9     | 14   | 1             |                 |
| Чемпіонат Європи (бліц)                              | Нетания             | 30.11       | 9     | 15   | 1             |                 |
| Чемпіонат України (швидкі)                           | Херсон              | 13-14.12    | 9     | 22   | 1             |                 |
| Чемпіонат України (бліц)                             | Херсон              | 15.12       | 9     | 23   | 1             |                 |
| Чемпіонат України                                    | Херсон              | 16-23.12    | 8     | 11   | 2             |                 |
| Фінальний залік кубка світу                          |                     |             |       |      | 3             |                 |
| 2020                                                 | Місто               | Дата        | Турів | Очок | Жіночій залік | Загальний залік |
| Кубок Світу Turkish Open ***                         | Анталія             | 07-14.03    | 9     | 10   | 1             | 7               |
| Фінальний залік кубка світу                          |                     |             |       |      | 2             |                 |
| 2021                                                 | Місто               | Дата        | Турів | Очок | Жіночій залік | Загальний залік |
| Чемпіонат Світу 2021                                 | Таллінн             | 28.06-14.07 | 15    | 22   | 3             |                 |
| Командний чемпіонат Європи (швидкі) 2021             | К'янчіано Терме     | 08.10       | 8     | 11   | 2             |                 |
| Чемпіонат Європи (швидкі) 2021                       | К'янчіано Терме     | 10.10       | 9     | 14   | 1             |                 |
| Чемпіонат Європи (бліц) 2021                         | К'янчіано Терме     | 11.10       | 9     | 11   | 6             |                 |
| Чемпіонат Світу (швидкі) 2021                        | Юлінек, Польща      | 18.12       | 9     | 12   | 4             |                 |
| Чемпіонат Світу (бліц) 2021                          | Юлінек, Польща      | 19.12       | 9     | 10   | 11            |                 |
| 2022                                                 | Місто               | Дата        | Турів | Очок | Жіночій залік | Загальний залік |
| World Championship teams women classic               | Antalya             | 1-6.05      | 6     | 8    | 2             | 2               |
| World Championship teams women rapid                 | Antalya             | 07.05       | 8     | 7    | 5             | 4               |
| World Championship teams women blitz                 | Antalya             | 08.05       | 8     | 11   | 1             | 1               |
| World Cup Riga Open                                  | Riga                | 03.07-09.07 | 9     | 12   | 4             |                 |
| World Championship Blitz                             | Riga                | 10.07       | 19    | 11   | 1             |                 |
| European championship women classic                  | Kortrijk, Belgium   | 03-9.10     | 9     | 12   | 3             | 3               |
| World Cup Damweek Hijken 2022                        | Beilen, Netherlands | 16-21.10    | 9     | 10   | 2             | 18              |
| European Championship Rapid Women's Category 2022    | Beilen, Netherlands | 22.10       | 8     | 11   | 3             | 3               |
| European Championship Blitz Women's Category 2022    | Beilen, Netherlands | 23.10       | 9     | 15   | 2             | 2               |
| World Cup Polish Open ***                            | Julinek, Poland     | 12.12-17.12 | 9     | 10   | 2             | 18              |
| World Championship Rapid 2022                        | Julinek, Poland     | 18.12       | 7     | 10   | 2             |                 |
| 2023                                                 | Місто               | Дата        | Турів | Очок | Жіночій залік | Загальний залік |
| XXVI Cup City of Verona - Memorial "Enrico Molesini” | Верона              | 18-19.03    | 6     | 11   | 1             | 1               |

## Особисте життя
З 2014 року одружена з білоруським шашкістом Владиславом Сплендером. Виховує двох дітей: дочка Ніколь (народилася 25 квітня 2015) та сина Габріеля (28 січня 2022)  